# Коффи, Скотт
Скотт Коффи (англ. Scott Coffey, род. 1 мая 1967) — американский актер, режиссёр, продюсер, сценарист. Его актёрский список включает такие фильмы, как «Shag», «Нечто замечательное», «Секс, ложь, безумие» и «Малхолланд Драйв». Как режиссёр, он снял фильмы «Элли Паркер» и, готовящийся к выходу, «Jupiter».

## Биография
Коффи родился и вырос в Гонолулу, Гавайи, где он начал свою актерскую карьеру, играя в школьных постановках, в общественных театрах и Hawaii Performing Arts Company. Также он появился в нескольких эпизодических телевизионных шоу. Сейчас он известный режиссёр. В настоящее время проживает в Портленде, штат Орегон со своим партнёром, романистом Блэром Мастбаумом.

## Карьера
В шестнадцать лет, заработав деньги, он поехал в Европу. Вдохновленный фильмом Бернардо Бертолуччи «Луна» (1979), он чувствовал себя обязанным посетить Рим наряду с Парижем и Будапештом. Он пробыл три года, посещая среднюю школу в Риме и выступая в семи фильмах, в том числе «Однажды в Америке» и телевизионном мини-сериале компании CBS «Христофор Колумб». Во время съёмок в сериале он установил контракт с агентством Уильяма Морриса, переехал в Нью-Йорк, где подписал контракт с агентством и совершенствовал актёрское мастерство, участвуя в главной роли в небродвейской пьесе «It’s All Talk».
Спустя год он переехал в Лос-Анджелес, чтобы продолжить свою карьеру в кино, в котором и работает с тех пор. Снялся в фильмах «Феррис Бьюллер берёт выходной» и SpaceCamp. Его работа на телевидении включает участие в телесериале «Удивительные истории» в эпизоде «Go to the Head of the Class» (1986), режиссёром которого был Роберт Земекис, а также во втором сезоне первого возрождения сериала «Сумеречная зона» в эпизоде «Частный канал» (1987).
Художественный фильм «Элли Паркер» (в котором Коффи Скотт выступил в качестве автора сценария, режиссёра и продюсера) был закончен в производстве в июле 2005 года, в том же году был официально отобран на кинофестиваль «Сандэнс» и получил премию специального жюри New American Cinema на Международном кинофестивале в Сиэтле. В прокат фильм был выпущен в конце 2005 года компанией Strand Releasing. Он написал сценарий к ещё одному фильму по роману Харуки Мураками «Все танцы детей бога», также известному под названием «После землетрясения».

## Фильмография
| Кинематограф | Кинематограф                       | Кинематограф               | Кинематограф                                                 |
| Год          | Фильм                              | Роль                       | Примечания                                                   |
| ------------ | ---------------------------------- | -------------------------- | ------------------------------------------------------------ |
| 1984         | Il peccato di Lola                 | Albert                     | Римейк «Частных уроков»                                      |
| 1986         | SpaceCamp                          | Gardener                   | В титрах указан как T. Scott Coffey                          |
| 1986         | Феррис Бьюллер берёт выходной      | Адамс                      | В титрах указан как T. Scott Coffey                          |
| 1987         | Нечто замечательное                | Рэй                        |                                                              |
| 1987         | Zombie High                        | Felner                     | Альтернативное название: The School That Ate My Brain        |
| 1988         | Удовлетворение                     | Никки                      | Альтернативное название: Girls of Summer                     |
| 1989         | Shag                               | Chip Guillyard             | Альтернативное название: Shag: The Movie                     |
| 1989         | Большая картина                    | Waiter                     | В титрах указан как T. Scott Coffey                          |
| 1990         | Дикие сердцем                      | Билли                      | Удалённые сцены                                              |
| 1991         | Крик                               | Брэдли                     |                                                              |
| 1993         | Cigarettes & Coffee                |                            |                                                              |
| 1993         | The Temp                           | Lance                      |                                                              |
| 1993         | Мир Уэйна 2                        | металлист                  |                                                              |
| 1994         | Секс, ложь, безумие                | Билли                      |                                                              |
| 1995         | Breaking Free                      | Blitz                      | Альтернативное название: A Leap of Faith                     |
| 1995         | Танкистка                          | Donner                     |                                                              |
| 1996         | Rolling Thunder                    | Lewis                      |                                                              |
| 1997         | Шоссе в никуда                     | Тедди                      |                                                              |
| 1997         | The Disappearance of Kevin Johnson | Video Engineer             |                                                              |
| 2001         | Never Date an Actress              | The caring boyfriend       |                                                              |
| 2001         | Малхолланд Драйв                   | Уилкинс                    |                                                              |
| 2002         | Кролики                            | Джек                       |                                                              |
| 2005         | Элли Паркер                        | Крис                       | Автор сценария, режиссёр, продюсер.                          |
| 2006         | Внутренняя империя                 | Кролик Джек                | голос                                                        |
| 2007         | Normal Adolescent Behavior         | Philosophy Teacher         | Альтернативное название: Havoc 2: Normal Adolescent Behavior |
| 2007         | All God’s Children Can Dance       | -                          | Writer                                                       |
| 2012         | Взрослый мир                       | владелец книжного магазина | Режиссёр                                                     |
| Телевидение  |                                    |                            |                                                              |
| Год          | Название                           | Роль                       | Примечания                                                   |
| 1985         | Христофор Колумб                   | Вальехо                    | Мини-сериал                                                  |
| 1986         | Отель                              | Мартин                     | 1 эпизод                                                     |
| 1986         | Highway to Heaven                  | Tim Brent                  | 1 эпизод                                                     |
| 1986         | Удивительные истории               | Peter Brand                | 1 эпизод                                                     |
| 1987         | Секретный агент Макгайвер          | Michael Thornton           | 1 эпизод                                                     |
| 1987         | Сумеречная зона                    | Keith Barnes               | Эпизод: «Private Channel»                                    |
| 1988         | Paradise                           | Dick Bradley               | 1 эпизод                                                     |
| 1990         | Монтана                            | Вилли                      | Телевизионный фильм                                          |
| 1990         | The Outsiders                      | Randy Anderson             | 2 эпизода                                                    |
| 1993         | Подводная одиссея                  | Bobby                      | 1 эпизод                                                     |
| 1995         | Военно-юридическая служба          | Corporal David Parr        | 1 эпизод                                                     |
| 1996         | Человек ниоткуда                   | Gary Greer, recruit No. 5  | 1 эпизод                                                     |
| 1998         | Route 9                            | Nate                       | Телевизионный фильм                                          |
| 2017         | Твин Пикс                          | Трик                       |                                                              |

## Режиссёрские работы
| 2005 | Ellie Parker |
| 2012 | Adult World  |

| Музыкальные клипы | Музыкальные клипы | Музыкальные клипы | Музыкальные клипы                 |
| Год               | Песня             | Певец / группа    | Альбом                            |
| ----------------- | ----------------- | ----------------- | --------------------------------- |
| 2011              | «What About Us»   | Handsome Furs     | Sound Kapital                     |
| 2010              | «Yulia»           | Wolf Parade       | Expo 86                           |
| 2009              | «I’m Confused»    | Handsome Furs     | FACE CONTROL                      |
| 2009              | «Circa»           | Death Vessel      | Nothing is Precious Enough For Us |
| 2008              | «Move You»        | Anya Marina       | Slow and Steady Seduction         |

## Награды и номинации на премии
| Год  | Премия                              | Результат | Категория                              | Фильм или сериал |
| ---- | ----------------------------------- | --------- | -------------------------------------- | ---------------- |
| 1990 | Independent Spirit Award            | Nominated | Best Supporting Male                   | Shag             |
| 2005 | Seattle International Film Festival | Won       | New American Cinema Special Jury Prize | Ellie Parker     |
| 2005 | Sundance Film Festival              | Nominated | Grand Jury Prize (Dramatic)            | Ellie Parker     |